# 张惟妙
张惟妙（1999年5月3日—），浙江温州人，中国女子赛艇运动员。她曾代表中国参加荷兰鹿特丹举行的2016年世界赛艇锦标赛，获得女子轻量级四人双桨铜牌。

## 家庭
双胞胎姐妹张惟肖。